# Jean-Pierre Thystère-Tchicaya
Pour les articles homonymes, voir Tchicaya.
Jean-Pierre Thystère-Tchicaya, né le 7 janvier 1936 à Pointe-Noire et mort le 20 juin 2008 à Paris, est un homme politique de république du Congo. Il a été maire de Pointe-Noire de 1994 à 1997 et président de l'Assemblée nationale de la République du Congo de 2002 à 2007.

## Biographie

### Famille et formation
Jean-Pierre Thystère-Tchicaya naît le 7 janvier 1936 à Pointe-Noire, de parents vili.
Il fait ses études primaires à Pointe-Noire, de 1944 à 1950.
De 1950 à 1957, il est élève au lycée Chaminade de Brazzaville, alors sous la responsabilité des Marianistes, où il obtient le baccalauréat de lettres-philosophie.
À partir de 1957, il fait des études supérieures en France, à l'École normale supérieure de Saint-Cloud et à la Sorbonne. Il y obtient un diplôme d'études supérieures d'histoire et un CAPES.
En 1961, il épouse Blanche Marie Duran, de nationalité française, avec laquelle il a quatre enfants : Dominique, Jean-Marc, Patricia et Jean-Pascal.
Durant ses études supérieures, il est secrétaire général, puis président de l'Association des étudiants congolais en France (AEC).

### L'enseignement
De retour au Congo, en 1965, il est nommé proviseur du lycée Chaminade, où il avait effectué ses études secondaires.
De 1966 à 1971, il est directeur de l'École normale supérieure de l'Afrique centrale, à Brazzaville. Il y enseigne également l'histoire

### Baron du PCT (1971 – 1984)
Le 16 juillet 1968, en plein bras de fer entre le président Massamba-Débat et les officiers progressistes, conduits par le capitaine Ngouabi, il est cosignataire avec Pascal Lissouba, Henri Lopès et Jean-Édouard Sathoud, d'une lettre ouverte au Président de la république dans laquelle ils demandent la mise entre parenthèses du socialisme et l'instauration d'une démocratie nationale.
En décembre 1971, il est nommé ministre de l'Enseignement supérieur, technique et professionnel.
Au congrès du Parti congolais du travail (PCT) de décembre 1972, il fait son entrée au Comité central.
Au congrès suivant, en décembre 1974, il devient Président de la Commission de contrôle et de vérification du parti.
En décembre 1975 se tient une session extraordinaire du Comité central du PCT, convoquée par le président Ngouabi pour faire face aux difficultés économiques et financières du pays et aux contradictions internes du parti. À l'issue de la session, le Bureau politique est dissous et un État Major Spécial Révolutionnaire est mis en place, pour assumer ses fonctions jusqu'à la convocation prochaine d'un congrès extraordinaire. Thystère-Tchicaya en est un des cinq membres, avec Marien Ngouabi (Président), Louis Sylvain-Goma, Denis Sassou-Nguesso et Jean-Pierre Gombe. Il est chargé de la Permanence et de l'organisation et de ce fait, devient le numéro deux du régime.
Le 18 mars 1977, la disparition du président Ngouabi fait de lui le numéro un du régime. Mais, il s'efface devant le Comité Militaire du Parti. Durant les deux années de pouvoir de Joachim Yhombi-Opango, il est en marge des affaires publiques, le Comité central du PCT ayant été dépouillé de ses pouvoirs par l'acte fondamental promulgué par le CMP.
En février 1979, allié à Sassou-Nguesso, premier vice-président du Comité militaire du parti, il contribue grandement à la chute de Yhombi-Opango et la fin du CMP. Au congrès extraordinaire du PCT de mars 1979, il est désigné membre du Bureau politique chargé de l'idéologie et de l'éducation. Garant de l'orthodoxie communiste, il redevient le numéro deux du régime.

### La mise à l'écart (1984 – 1990)
Fin juillet 1984, lors du congrès du PCT, il est exclu du Comité central. Le 16 août, il est mis en résidence surveillée, puis mis au secret quelques mois plus tard.
Le 3 août 1986, la cour révolutionnaire ouvre une audience consacrée au procès des auteurs des attentats à la bombe contre le Cinema "Star" en mars 1982 et l'aéroport de Maya-Maya en juillet 1982, qui avaient fait quelques morts. Il est l'un des six accusés avec, entre autres, Claude-Ernest Ndalla et le colonel Blaise Nzalakanda. Après deux semaines de débats, il est déclaré coupable et condamné 5 ans d'emprisonnement avec sursis. La peine la plus lourde est prononcée contre Ndalla "Graille", condamné à mort (la sentence ne sera jamais exécutée).
En réalité, le procès ne démontre rien et l'opinion publique congolaise tient Thystère-Tchicaya pour innocent du crime qui lui est reproché. Sans doute, le colonel Sassou-Nguesso a voulu se débarrasser d'un numéro deux encombrant.
Au terme du procès, il retrouve la liberté et redevient Professeur d'histoire à l'Université Marien-Ngouabi de Brazzaville.

### L'intermède démocratique (1990 – 1997)
En 1990, il s'implique dans le processus de démocratisation du pays. Il crée un parti, le Rassemblement pour la démocratie et le progrès social (RDPS), qui prône des valeurs sociales-démocrates. Il est l'initiateur de plusieurs lettres ouvertes au président de la République, cosignées avec plusieurs personnalités nationales et réclamant une ouverture démocratique.
Après la Conférence nationale souveraine en 1991, il est un temps proche de la coalition en construction autour de Pascal Lissouba, avant de se ranger du côté des Forces du Changement qui soutiennent l'action du Premier ministre de transition André Milongo. Au début de l'année 1992, à la veille des premières échéances électorales, il allie son parti au MCDDI de Bernard Kolélas.
Aux législatives de 1992, son parti récolte une dizaine de sièges, exclusivement à Pointe-Noire et dans la région du Kouilou. Lui-même est élu dans une circonscription du deuxième arrondissement de Pointe-Noire (Mvouvou).
A la présidentielle, il termine cinquième avec un peu plus de 5 % des voix.
Lorsque Pascal Lissouba entame son mandat présidentielle, l'alliance avec le MCDDI est formalisée sous le sigle URD, avec l'appoint de quelques petits partis.
En septembre 1992, l'URD forme une coalition avec le PCT de l'ancien président Sassou-Nguesso, dont l'accord de gouvernement avec l'UPADS de Lissouba a avorté. La coalition URD-PCT, revendique la majorité parlementaire à l'Assemblée Nationale, puis censure le gouvernement de Bongho-Nouarra le 15 octobre 1992. Le Président se refuse à nommer un nouveau Premier ministre dans la nouvelle majorité et dissout l'Assemblée, le 7 novembre 1992. Il s'ensuit une contestation populaire menée par l'URD-PCT, qui est réprimée au prix de 3 morts.
Après l'accord entre les deux forces politiques du 3 décembre 1992, un gouvernement d'union nationale est formée par Claude-Antoine Da-Costa et la CONOSELA, comité indépendant est chargé d'organiser des élections législatives anticipées. Il est ministre des Hydrocarbures.
La mouvance présidentielle devance l'opposition au premier tour des élections anticipées, en mai 1993. L'URD-PCT crie à la tricherie et refuse de participer au deuxième tour, exigeant la reprise du premier tour. Il appelle à la désobéissance civile. De politique, le conflit devient armé et chaque camp, par le biais de ses milices, se compromet par des actes criminels contre les partisans de l'autre camp (tuerie, pillage).
Le 15 juin 1993, la mouvance présidentielle qui a participé toute seule au second tour se déclare vainqueur des législatives et le président Lissouba nomme Joachim Yhombi-Opango, Premier ministre. Une Assemblée nationale croupion porte à sa tête, André Milongo.
Dès le 18 juin, l'URD-PCT constitue des institutions parallèles. Un gouvernement est formé, dirigé par Thystère-Tchicaya. Une Assemblée Nationale bis siège sous la présidence d'André Mouele. Le siège des institutions fantômes est la résidence de l'ancien président de la République Sassou-Nguesso.
Devant la recrudescence de la violence, un accord intervient, sous l'égide du Président gabonais Omar Bongo. Le deuxième tour est repris et un collège de magistrats africains arbitre les litiges du premier tour. En définitive, la camp de Lissouba confirme sa victoire en janvier 1994.
En août 1994, Thystère-Tchicaya peut enfin occupé le siège de maire de Pointe-Noire, conquis depuis 1992. À la différence de son allié Kolelas, il ne place aucun membre de son parti dans le gouvernement, à la suite de l'ouverture faite par Pascal Lissouba en janvier 2005.
Fin 1996, il forme une coalition avec le MDS de Paul Kaya et l'UR de Benjamin Bounkoulou. Par cette nouvelle alliance, dénommée Mouvement pour l'unité et la reconstruction, en sigle MUR, il se démarque de ses alliés Kolelas et Sassou-Nguesso sans toutefois rompre formellement les liens.
Durant la guerre civile de 1997, il intègre l'ERDUNN, la plate-forme politique qui se constitue en faveur de Pascal Lissouba. Il est nommé ministre des Hydrocarbures dans le gouvernement de Bernard Kolelas en septembre 1997. Lors de l'offensive finale des forces de Sassou-Nguesso, il appelle les populations de Pointe-Noire à ne pas opposer de résistance.

### L'après-guerre (1997 – 2008)
Après la guerre, il est membre du Conseil National de transition. Fin 1997, il est remplacé à la mairie de Pointe-Noire par François-Luc Makosso.
Lors de l'élection présidentielle de 2002, il soutient la candidature de Sassou-Nguesso. Élu de nouveau député à Pointe-Noire, la même année, il est porté à la tête de l'Assemblée Nationale, en s'alliant au PCT.
En 2007, il dénonce l'accord avec le PCT. Sa santé se dégrade au cours de cette année et il ne participe pas activement à la campagne électorale pour la campagne électorale des législatives. Il est tout de même réélu député de sa circonscription de Mvoumvou. Du fait de sa brouille avec le PCT, il perd le perchoir.
Durant les premiers mois de l'année 2008, il reste en France de façon permanente, pour ses soins. Le 20 juin, il meurt à Paris.

## Sources
- Jean-Pierre Thystère-Tchicaya, Itinéraire d'un Africain vers la démocratie, Édition du Tricorne, 1992
- Rémy Bazenguissa-Ganga, Les Voies du politique au Congo, Karthala, 1997
- Joseph Bitala-Bitemo, Théâtre d'ombres. Congo-Brazzaville 1992-1997, Présence africaine, 2001.